# Matt Bentley
Matthew James "Matt" Bentley (född 10 december 1979 i Clinton, Iowa), tidigare känd som "Michael Shane", är en amerikansk fribrottare mest känd för sin medverkan i Total Nonstop Action Wrestling (TNA). Han är kusin till stjärnan Shawn Michaels i World Wrestling Entertainment (WWE).
Efter att ha utbildats vid Shawn Michaels' Texas Wrestling Academy tävlade Bentley i Japan för Frontier Martial-Arts Wrestling. Han arbetade också en kort tid för Extreme Championship Wrestling (ECW), från oktober 2000 till 13 januari 2001.